# Palmas (Arroyo)
Palmas es un barrio ubicado en el municipio de Arroyo en el estado libre asociado de Puerto Rico. En el Censo de 2010 tenía una población de 3789 habitantes y una densidad poblacional de 309,16 personas por km².

## Geografía
Palmas se encuentra ubicado en las coordenadas 17°58′19″N 66°2′31″O / 17.97194, -66.04194. Según la Oficina del Censo de los Estados Unidos, Palmas tiene una superficie total de 12.26 km², de la cual 9.97 km² corresponden a tierra firme y (18.66%) 2.29 km² es agua.

## Demografía
Según el censo de 2010, había 3789 personas residiendo en Palmas. La densidad de población era de 309,16 hab./km². De los 3789 habitantes, Palmas estaba compuesto por el 59.2% blancos, el 26.97% eran afroamericanos, el 0.42% eran amerindios, el 0.08% eran asiáticos, el 0.08% eran isleños del Pacífico, el 11.16% eran de otras razas y el 2.08% pertenecían a dos o más razas. Del total de la población el 99.34% eran hispanos o latinos de cualquier raza.